# تغییر نام‌های جغرافیایی در ترکیه

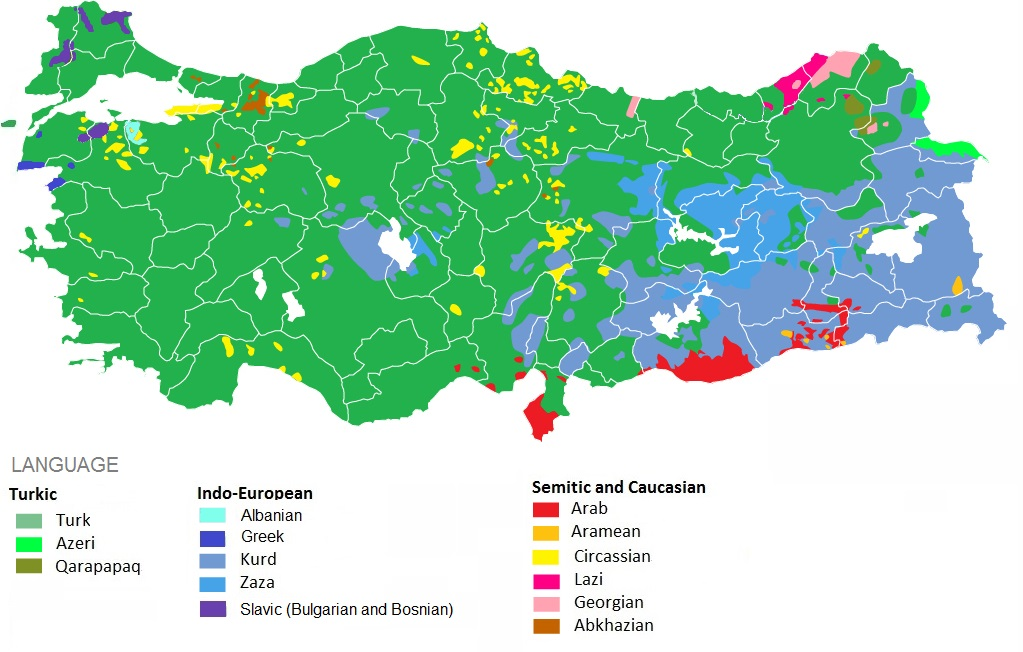
نقشه اقوام در ترکیه: بیش‌ترین جمعیت در بخش سبز مربوط به ترک‌ها، در بخش آبی مربوط به کردها و در بخش قرمز مربوط به عرب‌ها است.

تغییر نام‌های جغرافیایی در ترکیه از سال ۱۹۱۳م تا زمان حاضر در دوران امپراتوری عثمانی و جمهوری ترکیه در فواصل معین و پیاپی در قسمت بزرگی از مناطق جغرافیایی آن خطه صورت گرفت. جمهوری ترکیه به منظور ادامه سیاست ترک سازی و تحکیم زبان اصلی (با اعلام زبان ترکی به عنوان زبان رسمی آن کشور) خود شروع به تغییر نام‌های تاریخی آن مناطق جغرافیایی که منشأ آن نام‌ها از (ارمنی، یونانی، آشوری، گرجی، بلغاری، کردی، عربی و لاز) بود به نام‌های تُرکی تغییر یافت.
تلاش ترکیه برای پیوستن به اتحادیه اروپا در اوایل سده ۲۱ و به‌دلیل مسئله حقوق اقلیت‌ها، منجر به کاهش تغییر اسامی مکان‌های جغرافیایی در ناحیه آناتولی شرقی و به ویژه ناحیه آناتولی مرکزی شده‌است. همچنین در برخی موارد روستاها و مناطقی که شهروندان آن اکثریت کُرد در آن زندگی می‌کنند به نام‌های قبلی (کُردی) بازگردانده شد. آن نام‌های محلی که به‌طور رسمی غالباً با تغییر در گویش و زبان محلی در سراسر کشور که از لحاظ قومی، نژادی متنوعند باقی ماند.
سیاست تغییر اسامی مناطق جغرافیایی مانند (شهرها، رودها، کوها و حیوانات و غیره) در سالهای پایانی عمر دولت عثمانی شروع و تا دولت کنونی ترکیه ادامه یافت. در دولت کمالیسم یک کمیسیون تخصصی به منظور تغییر نام‌های مناطق جغرافیایی و غیره تشکیل شد. حدود ۲۸٬۰۰۰ نام‌های جغرافیایی تغییر داده شد، که شامل ۱۲٬۲۱۱ نام روستا و شهرها و ۴۰۰۰ نامهای کوه، رودخانه و دیگر نام‌های جغرافیایی و غیره تغییر داده شده‌است.
بیشترین تغییر نام‌ها در مناطق شرقی کشور که در طول تاریخ اقوام مختلفی در آن مناطق زندگی کردند اعمال شد. ادعایی که دولت ترکیه برای تغییر نام‌های تاریخی آن مناطق (دولت ترکیه نام‌های تاریخی آن مناطق را نام‌های خارجی می‌نامد) مطرح کرده، پیشگیری از تفرقه و ایجاد برابری و وحدت در ترکیه بوده‌است.

## تاریخ

### امپراتوری عثمانی
ترکان جوان (کمیته اتحاد و ترقی)، بعد از به قدرت رسیدن (کودتای ۱۹۱۳م) طی یک سیاست از پیش پی ریزی شده، پاکسازی قومی غیر مسلمانان (نسل‌کشی ارمنیان، نسل‌کشی آشوری‌ها، نسل‌کشی یونانیان)، شروع و در طی آن پاکسازی قومی وزیر جنگ اسماعیل انور طی حکمی در ۶ اکتبر ۱۹۱۶م صادر و اعلام نمود که:
تصمیم گرفته شده‌است که ولایت‌ها، بخش‌ها (مناطق)، شهرها، روستاها، کوها و رودها که نامهای آنان متعلق به ملل غیر مسلمانان مانند ارمنی، یونانی، آشوری می‌باشد به تُرکی تغییر یابد. بدین منظور از این لحظه برای رسیدن به هدف اصلی ما از فرصت بدست آمده‌استفاده نمائید. (اداره کل بایگانی دولت جمهوری ترکیه، استانبول)
(Vilayet Mektupçuluğu, no. 000955, 23 Kânunuevvel 1331 (۶ اکتبر ۱۹۱۶) Ordinance of Enver Paşa)
انور پاشا نام‌های جغرافیایی متعلق به اقلیت‌های مسلمانان (اعراب، کردها) به‌دلیل نقش آنان در دولت عثمانی تغییر نداد.
فرمان او الهام بخش بسیاری از روشنفکران ترکیه برای حمایت از چنین اقداماتی شد.
یکی از این افکار الهام گرفته شده از انور پاشا، حسین آلپر سلان (۱۹۲۱–۱۸۷۷) یک سرباز تُرک و نویسنده کتاب دربارهٔ زبان و فرهنگ تُرکی بوده‌است. او در کتاب (آیا استان (ولایت) ترابزون تُرکی است یا لاز؟) نوشته‌است:
«اگر ما می‌خواهیم مالک کشور خودمان شویم باید حتی نام کوچکترین روستاهای ارمنی، یونانی، را تُرکی کنیم.»
«فقط از این راه می‌توانیم کشور ما را یک رنگ سازیم.»
بسیاری از نام‌های جغرافیایی در طول تاریخ بعد از استقرار جمهوری ترکیه چندین بار تغییر داده شده‌است و مشخص نیست تحت چه فرمانی نام مناطق جغرافیایی تغییر یافته‌است.

### جمهوری ترکیه
ناسیونالیسم تُرک، (ملی‌گرایی) و سکولاریسم این دو اصل از شش اصول اصلی بنیانگذار جمهوری ترکیه بود. هدف مصطفی کمال آتاترک به عنوان رهبر در دهه‌های آغازین جمهوری ترکیه برای تشکیل یک دولت و ملت واحد و یک رنگ از طریق بقایای باقی‌مانده امپراتوری عثمانی بود. در طول سه دهه اول جمهوری ترکیه برای ایجاد ترکیه جدید هدف اصلی سیاست، ترک سازی و تغییر نام‌های جغرافیایی بود.
نقشه‌هایی در شهر لایپزیگ، آلمان منتشر شد به نام (اطلس بزرگ جهان) که در آن نقشه سرزمین‌های تاریخی ارمنستان، کردستان و لازستان، را نشان می‌داد، واردات آن نقشه‌ها به ترکیه ممنوع شد. روزنامه‌نگار و نویسنده تُرک به نام آیشه هور پس از مرگ آتاترک و طی دوره جمهوری دموکراتیک ترکیه در اواخر ۱۹۴۰–۵۰م اشاره کرده بود که:
«نام‌های زشت، تحقیرآمیز، توهین‌آمیز و استهزاءآمیز حتی اگر آن نام‌ها تُرکی بود در هدف تغییرات قرار گرفت.» اسامی شهرها یا مناطق جغرافیایی که به پسوند (قرمز-کلیسا یا ناقوس، زنگ-این نوع اسامی جزء اسامی زشت و ناپسند خوانده شد) ختم می‌شد تغییر یافتند. به‌طور مثال شهر (Saranta Ekklisiès) یکی از شهرهای باستانی یونانیان که به معنی (چهل کلیسا) می‌باشد در سال ۱۹۲۳م توسط دولت ترکیه به نام (Kırk Kilise) با همان معنی یونانی یعنی چهل کلیسا تغییر یافت ولی در سال ۱۹۲۴م نام این شهر به (Kırklareli) تغییر نام یافت به معنی (مکانی که نفت پیدا شد)."
دولت ترکیه برای توجیه تغییر نام‌های جغرافیایی پیشگیری از (تجزیه طلبی ملتها) نامید.
یک کمیسیون ویژه برای تغییر نام‌ها تحت نظارت وزارت کشور ایجاد شد. این کمیسیون از اساتید دانشگاه‌ها، سیاستمداران، ژنرالهای نظامی و زبان شناسان که از سراسر کشور گرد هم جمع شده بودند تشکیل شد. در میان مشارکت کنندگان این کمیسیون از اعضای اداره ستاد ارتش و وزارت دفاع، وزارت آموزش و پرورش و همچنین از استادان تاریخ و جغرافیا دانشگاه آنکارا نیز دیده می‌شدند.
این کمیسیون موفق شد حدود ۲۸٬۰۰۰ نام‌های جغرافیایی را تغییر دهد، که شامل ۱۲٬۲۱۱ نام روستا و شهرها و ۴۰۰۰ نامهای کوه، رودخانه و دیگر نام‌های جغرافیایی و غیره بوده‌است.
این رقم نیز شامل نام خیابانها، بناهای تاریخی، مقبره‌ها، لوحه‌های تاریخی، محله‌ها و محلات و سایر مولفه‌هایی که برخی از مناطق کوچک شهرداری‌ها را تشکیل می‌دادند.
در سال ۱۹۲۷م همه نام‌های خیابانها و میادین استانبول که نام تٌرکی نداشتند تغییر یافت. این کمپین تا سال ۱۹۷۸م به کار خود ادامه داد و پس از کودتای نظامی سال ۱۹۸۰م در سال ۱۹۸۱–۸۳م دوباره کار خود را آغاز نمود.
در طول تنش بین شورشیان منطقه کُردنشین و دولت ترکیه تمرکز کمپین برای تغییرات نام‌ها بیشتر در آن مناطق بوده‌است. در سال ۱۹۸۱م دولت ترکیه در تیتر روزنامه‌ای که اختصاص داده شده بود به نام‌های روستاهای تُرکی (Köylerimiz، به معنی روستای ما) که اظهار داشته بود:
«حدود ۱۲۰۰۰ نام روستاهایی که غیر تٌرکی هستند و قابل فهم نیستند و از ریشه غیر تٌرکی منشأ گرفته شده‌اند و باعث سردرگمی شده شناسایی شدند و نام‌های تٌرکی جایگزین آن‌ها شد.»
توسط کمیسیون تشکیل شده برای تعویض نام‌های خارجی تحت نظارت وزارت کشور.
ولی ده‌ها اسامی تغییر یافته شده بسیار شبیه اسامی بومی می‌باشد به‌طور مثال:(Aghtamar)، نام ارمنی است به (Akdamar) تغییر نام داده شده‌است.

### وضعیت کنونی
اگر چه نام‌های جغرافیایی به‌طور رسمی در ترکیه تغییر یافته‌است ولی شهروندان آن مناطق از نام بومی با گویش‌های محلی خود استفاده می‌کنند. سیاستمداران ترکیه در سخنرانی‌های خود از نام بومی شهرها استفاده کردند به‌طور مثال عبدالله گل در سفر کاری خود (۲۰۰۹م) به شهر گوراویماق (Güroymak) در سخنرانی‌های خود از نام بومی ارمنی آن یعنی نوراشن (Norashen) استفاده کرد.
همچنین در همان سال رجب طیب اردوغان به جای استفاده از نام گونایسو، از نام بومی یونانی پوتامیا (Potamya) را بکار برد.
در چند سال اخیر برای بازگرداندن نام‌های بومی روستاها تلاش‌هایی (در درجه اول نام‌های کُردی)، صورت گرفته‌است. در سپتامبر ۲۰۱۲م نام بومی آن مناطق معرفی شد.
بر اساس این لایحه، تونجلی (Tunceli) به درسیم تغییر یافت. (شهر تونجلی در زبان زازاکی، (Mamekiye) نام دارد و کردی (Mamekî)، و همچنین بطلمیوس نام باستانی آن شهر (Daranalis) نامیده‌است و یکی از استانهای تاریخی ارمنیان و نام آن را تارون می‌باشد)
شهر گوراویماق (Güroymak) به نام نوراشن (Norashen) و آیدینار (Aydınlar) به تیلو به معنی (روح مقدس) تغییر یافت.

## تجزیه و تحلیل نسبی
بسیاری از تغییرات نام‌های جغرافیایی در ناحیه آناتولی شرقی، ناحیه آناتولی جنوب شرق و کناره دریای سیاه صورت گرفته‌است. پژوهشگر مستقل و متخصص ریشه‌شناسی سوان نشانیان تغییر نام‌های جغرافیایی را این گونه تخمین زده‌است:
«یونانی ۴٬۲۰۰ نام، ارمنی۳٬۶۰۰ نام، کردی۴٬۰۰۰ نام، عربی ۷۵۰ نام، آشوری۴۰۰ نام، گرجی۳۰۰ نام، لاز ۲۰۰ نام، دیگر۵۰ نام.»
آمار رسمی ارائه شده از طرف کمیسیون ویژه برای تغییر نام‌ها به تُرکی از کل روستاها، شهرها و شهرستان‌ها و غیره ۱۲٬۲۱۱ نام می‌باشد.

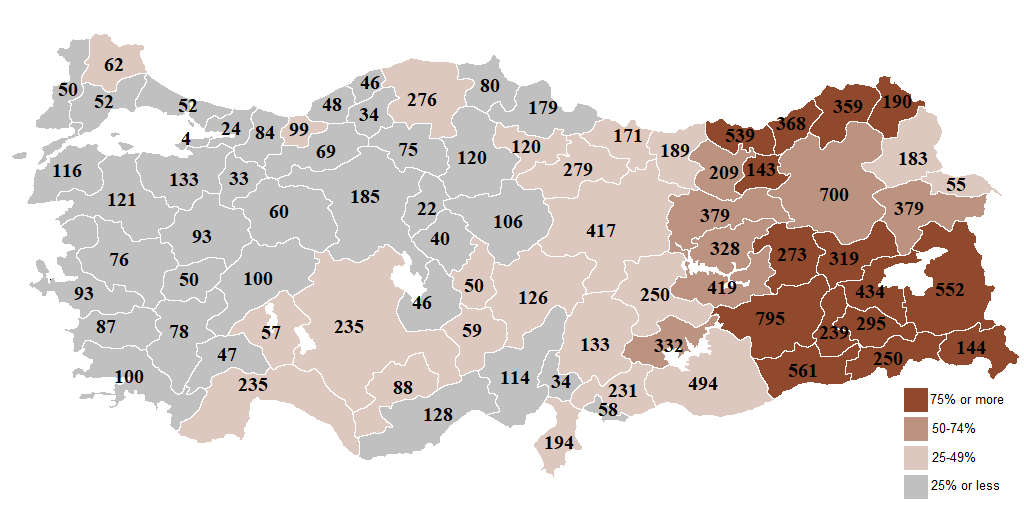
تغییر نام‌های جغرافیایی در ترکیه، از سال ۱۹۱۶ به بعد برحسب درصد

## تغییرات نام‌های جغرافیایی

### ارمنی
تغییر نام مناطق جغرافیایی ارمنی اولین با در دوران سلطنت عبدالحمید دوم در سال ۱۸۸۰م صورت گرفت که به کار بردن نام ارمنستان در مطبوعات و مدرسه و اداره‌های دولتی ممنوع شد و به جای آن کلماتی مانند آناتولی یا کردستان جایگزین شد. در ادامه سیاست ترک سازی این تغییرات تا سده ۲۱ ادامه یافت به این صورت که نام حیوانات و اشخاص تأثیرگذار و صاحب نام در دولت عثمانی مانند: خانواده بالیان به لاتین "Balyan" (که از معماران معروف آن زمان بود. فهرست معماران ارمنی) هویت او تحت یک نام خانواده ایتالیایی به نام "Baliani" پنهان شد.
هدف از این کار تغییر و تحریف رویدادهای تاریخی ارمنیان بود. بیشترین تغییرات نام‌های جغرافیایی ارمنی در شش ولایت ارمنی صورت گرفت. تغییرات بدین گونه صورت گرفت که:روستاها و شهرها و دیگر مناطق جغرافیایی که پسوند نام آن (kert) که به زبان ارمنی (ساخت یا ساختن توسط)، می‌باشد صورت گرفت مانند:
"Norakert,Dikranagert,Noyakert,Manavazkert" به "Malazgirt" یا مانند آن تغییر یافت.
یا مانند:پسوند نام (shen) که به زبان ارمنی (روستا)، می‌باشد. شهر "Aratashen,Pemzashen,Norashen"
که شهر "Norashen" به زبان ارمنی به معنی (روستای نو) می‌باشد به نام ترکی "Güroymak" تغییر نام یافت. یا مانند نام‌های "Charentsavan,Nakhichevan,Tatvan" که (van) به زبان ارمنی به معنی (شهر) می‌باشد که دلالت بر ارمنی بودن آن شهرها است.
بعد از نسل‌کشی ارمنیان و خالی شدن شهرها و روستاها از شهروندان اصلی آن این تغییرات صورت کامل به خود گرفته شد.
نعداد ۳٬۶۰۰ نام ارمنی تغییر یافته‌است و به این تعداد نام‌های ارمنی که به کُردی و بعد به تُرکی تغییر یافتند نیز اضافه نمود.

نام‌های جغرافیایی ارمنی تغییر نام داد شده در ترکیه

| نام ارمنی شهرها            | نام تغییر یافته شده به: | یادداشت                                                                                            |
| -------------------------- | ----------------------- | -------------------------------------------------------------------------------------------------- |
| Govdun                     | Goydun                  | معنی شهر به زبان ارمنی (dun به معنی خانه Gov به معنی گاو)                                          |
| Aghtamar                   | Akdamar                 | نام آختامار ارمنی است. منشأ و معنای نام آختامار از افسانه‌های قدیمی ارمنی برگرفته‌است. جزیره آختامار |
| Akn                        | Eğin, later Kemaliye    | به زبان ارمنی به معنی (چشمه)                                                                       |
| Manavazkert                | Malazgirt               | به زبان ارمنی شهر منوا، شهری که توسط او ساخته شده‌است، منوآ پادشاه اورارتو                          |
| Vostan                     | Gevaş                   | به زبان ارمنی (متعلق به پادشاه)                                                                    |
| Kayl Ket                   | Kelkit River            | به زبان ارمنی (رودخانه گرگ)                                                                        |
| Norashen                   | Güroymak                | به زبان ارمنی (شهر جدید)                                                                           |
| Zeytun                     | Süleymanlı              | به زبان ارمنی (زیتون)                                                                              |
| sasna/Sassoun              | Sason                   | بر گرفته از نام داوید ساسونی یکی از پهلوانان میهنی ارمنستان                                        |
| Çermuk                     | Çermik                  | به زبان ارمنی (چشمه‌های آب گرم)                                                                     |
| Khachkar                   | Kaçkar                  | به زبان ارمنی (خاچکار-چلیپاسنگ)                                                                    |
| Everek                     | Develi                  | مشتق از کلمه ارمنی "Averag" به معنی (ویرانه‌ها)                                                     |
| Karpert                    | Harput, later Elâzığ    | به زبان ارمنی (قلعه سنگی)                                                                          |
| Ani                        | Anı                     | پایتخت تاریخی ارمنیان متعلق به دودمان باگراتونی، آنی (شهر باستانی)                                 |
| Sevaverag                  | Siverek                 | به زبان ارمنی (ویرانه‌های سیاه)                                                                     |
| Chabakchur                 | Bingöl                  | به زبان ارمنی (آب خروشان)                                                                          |
| Metskert                   | Mazgirt                 | به زبان ارمنی (شهر بزرگ)                                                                           |
| Pertak                     | Pertek                  | به زبان ارمنی (قلعه کوچک)                                                                          |
| kaṛuts berd/Kars           | ghars                   | به زبان ارمنی (عروس یا قلعه، قلعه ساخته شده)                                                       |
| Tigranakert or Dikranakerd | Diyarbakır              | تیگراناکرت                                                                                         |
| karin                      | Erzurum                 | |
| Sġerd                      | siirt                   | |
| yerznka                    | Erzincan                | |
| Baghesh/Paghesh            | bitlis                  | |
| Ardvin                     | artvin                  | |

### آشوری
بیشترین تغییر نام‌های آشوری در جنوب شرقی ترکیه در نزدیکی مرز سوریه در منطقه طور عبدین صورت گرفته‌است. نام طور عبدین از زبان سریانی برگرفته شده‌است به معنای «کوه پرستندگان یا خدمتگزاران به (خدا)» است. این منطقه از دیدگاه فرهنگی و مذهبی برای مسیحیان ارتدوکس سریانی از اهمیت زیادی برخوردار است. مردم طور عبدین خود را «سورویو» (سوری) و زبان بومی این منطقه که گویشی از زبان سریانی است را طورویو (گویش طوریه) می‌نامند.
۵۰۰۰ ساکن آشوری این منطقه توسط دولت عثمانی، قتل‌عام یا مجبور به کوچ اجباری شدند.

نام بومی روستاهای آشوریان در منطقه طور عبدین

| نام آشوری شهرها            | نام تغییر یافته شده به: | یادداشت                                                                                           |
| -------------------------- | ----------------------- | ------------------------------------------------------------------------------------------------- |
| Kafrô Taxtaytô             | Elbeğendi               | به زبان آرامی شرقی به معنی (روستای سفلی)                                                          |
| Barsomik                   | Tütenocak               | نام شهر برگرفته از مذهب نسطوری است                                                                |
| Merdô                      | Mardin                  | به زبان آرامی شرقی به معنی (قلعه‌ها)                                                               |
| Iwardo                     | Gülgöze                 | به زبان آرامی شرقی به معنی (چشمه گل‌ها)                                                            |
| Arbo                       | Taşköy                  | به زبان آرامی شرقی به معنی (بز کوهی)                                                              |
| Qartmîn                    | Yayvantepe              | به زبان آرامی شرقی به معنی (روستای میانه)                                                         |
| Kfargawsô                  | Gercüş                  | به زبان آرامی شرقی به معنی (روستای پناه گرفته)                                                    |
| Kefshenne                  | Kayalı                  | به زبان آرامی شرقی به معنی (سنگ صلح)                                                              |
| Beṯ Zabday                 | İdil                    | نام شهر برگرفته از Babai the Great، پدر کلیسای شرق، کسی که صومعه و مدرسه‌ای در آن منطقه تأسیس کرد. |
| Xisna d'Kêpha-Hisno d'Kifo | Hasankeyf               | به زبان آرامی شرقی به معنی (قلعه سنگی)                                                            |
| Zaz                        | İzbırak                 |                                                                                                   |
| Anḥel                      | Yemişli                 |                                                                                                   |

### یونانی
ریشه بسیاری از نام‌های یونانی از امپراتوری روم شرقی و امپراتوری تربیزون نشأت گرفته‌است. با استقرار دولت عثمانی بسیاری از تغییرات نام‌های یونانی به تُرکی ولی با حفظ ریشه یونانی آن صورت گرفت. به عنوان مثال:شهر ازمیر مشتق شده از نام یونانی "Σμύρνη" (اسمیرنا به لاتین Smyrna) از طریق دو هجا اول عبارت "εις Σμύρνην" با تلفظ (Smirnin) به معنی (Smyrna) در یونانی می‌باشد. کلمه ازمیر در گویش قدیمی Smurne و زبان آتنی قدیم Smyrna نوشته می‌شد. اکنون نیز یونانیها این شهر را به نام Simirni می‌شناسند.
ریشه‌شناسی مشابه‌ای نیز در دیگر شهرهای ترکیه که از نام سابق یونانی آن نشأت گرفته‌است موجود می‌باشد. مانند:(İznik) که از عبارت (Nikaean) مشتق شده‌است که به معنی (Nicaea) می‌باشد.

نام‌های جغرافیایی یونانی تغییر نام داد شده در ترکیه

| نام یونانی شهرها                                         | نام تغییر یافته شده به:                                       | یادداشت |
| -------------------------------------------------------- | ------------------------------------------------------------- | --- |
| Potamia                                                  | Güneysu                                                       | به زبان یونانی به معنی (تالاب‌ها) |
| Néa Phôkaia                                              | Yenifoça                                                      | |
| Kalipolis                                                | Gelibolu                                                      | به زبان یونانی به معنی (شهر زیبا)، این شهر در سده پنجم تأسیس گردید |
| Makri                                                    | Fethiye                                                       | به زبان یونانی به معنی (بلندا شهری که بالاتر از سطح زمین ساخته شده باشد)، در سال ۱۹۲۳ این شهر خالی از سکنه یونانی شد و تُرکها جایگزین شهروندان آن شهر شدند و یونانیان پس از ترک آن شهر در یونان شهر جدیدی به نام نئا ماکری به معنی (ماکری جدید) تأسیس نمودند. |
| Kalamaki                                                 | Kalkan                                                        | تا اوایل ۱۹۲۰، اکثریت شهروندان آن یونانیان بودند. پس از جنگ یونان و ترکیه (۱۹۲۲–۱۹۱۹) شهروندان یونانی آن منطقه به آتیک مهاجرت نمودند و شهر جدیدی به نام آلیموس بنا کردند.                                                                                    |
| Neopolis                                                 | Kuşadası                                                      | نام این شهر در زمان امپراتوری رم شرقی (Neopolis) به معنی شهر جدید و در زمان جمهوری ونیز (Scala Nova) نام گرفت. |
| Smyrna                                                   | İzmir                                                         | بر اثر آتش‌سوزی بزرگ توسط نیروهای نظامی ترکیه در سال ۱۹۲۲م شهروندان یونانی این شهر به آتن مهاجرت نمودند و در قسمت جنوبی آن شهر، شهر جدیدی به نام نئااسمیرنی به معنی اسمیرنا جدید بنا کردند.                                                                   |
| Konstantinoupolis                                        | Istanbul                                                      | تاریخ استانبول |
| Theodosiopolis                                           | Erzurum                                                       | |
| Sebastia                                                 | Sivas                                                         | |
| Eis Amisos                                               | Samsun                                                        | |
| Trapezus                                                 | Trabzon                                                       | |
| Sinasos                                                  | Mustafapaşa                                                   | در سال ۱۹۲۴م به علت قتل‌عام یونانیان آن شهر خالی از سکنه شد، شهروندان یونانی به بخش شمالی جزیره وابیه مهاجرت نمودند. |
| The Prince Islands - Proti - Prinkipo - Antigoni - Halki | Prens Adaları - Kınalıada - Büyükada - Burgazada - Heybeliada | تاریخ جزایر پرنس |

### کُردی
تغییر نام جغرافیایی مناطق کُردها با توجه به جهت‌گیری مذهبی اسلامی آنان در دوران دولت عثمانی بر خلاف تغییرات اعمال شده بر مناطق غیر مسلمانان، مناطق کُردها از تغییرات مصون مانده‌است، ولی بعد از استقرار جمهوری ترکیه به ویژه بعد از کشتار درسیم تغییر نام مناطق کُردها آغاز و شدت بیشتری گرفت.
در آن دوران به کار بردن نام کردستان و کُردها ممنوع شد. دولت ترکیه کُردها را از لحاظ آماری، (جمعیت) مناطق کُردنشین را به (تُرک‌های کوه نشین) طبقه‌بندی کرد. این طبقه‌بندی در سال ۱۹۸۰م به تعبیر جدیدی به نام شهروندان (تُرک‌های شرق) تغییر کرد.
همچنین در تغییرات نام جغرافیایی، (۴۰۰۰ نام تغییر یافته شده) به تُرکی مناطقی به زبان کردی نیز وجود دارد که در این طبقه‌بندی لحاظ شده‌است.

نام‌های جغرافیایی کُردی تغییر نام داد شده در ترکیه

| نام کُردی شهرها | نام تغییر یافته شده به: | یادداشت |
| -------------- | ----------------------- | --- |
| Qilaban        | Uludere                 | به زبان کُردی به معنی (حاکم قصر) |
| Dersîm         | Tunceli province        | نام این شهر در سپتامبر ۲۰۱۲ از تونجلی به درسیم تغییر نام یافت. |
| Qoser          | Kızıltepe               | به زبان کُردی به معنی (کوه سرخ) |
| Şax            | Çatak                   | به زبان کُردی به معنی (شاخه درخت)، نام ارمنی آن شهر (شاتاخ) می‌باشد در سده‌های ۱۵ و ۱۶ میلادی ارمنیان دارای دو کلیسا و مراکز فرهنگی داشتند که توسط دولت عثمانی در سالهای ۱۸۵۰—۱۸۵۵م ویران شد. |
| Êlih           | Batman                  | |
| Karaz          | Kocaköy                 | |
| Pîran          | Dicle                   | به زبان کُردی به معنی (مردان حکیم) |
| Hênî           | Hani                    | به زبان کُردی به معنی (بهار) |
| Dara Hênî      | Genç                    | dar به زبان کُردی به معنی (درخت)،Hênî به زبان کُردی به معنی (بهار) |
| Ginc-Genc      | Kaleköy, Solhan         | معنی نام این شهر در زبان زازاکی (گنج) |
| Çolig          | Bingöl                  | به زبان کُردی به معنی (شهری که در یک دره عمیق است) |
| Şemrex         | Mazıdağı                | به زبان کُردی به معنی (راه، مسیر دمشق، شام)، شهروندان آشوری این شهر آن را سامرا می‌نامیدند.                                                                                                  |
| Norgeh         | Pazaryolu               | به زبان کُردی به معنی (محل-مکان نور-روشنایی) |
| Amed           | Diyarbakir              | تیگران بزرگ شهری به نام خود در این مکان بنا نهاد و ارمنیان نام این شهر را تیگراناکرت می‌نامند. یونانیان (امیدا)، می‌نامند و آشوریان (Amid).                                                  |
| Dîlok          | Gaziantep               | |
| Colemêrg       | Hakkari                 | نام ارمنی این شهر (Gghmar) می‌باشد. در ۳۳۸ (میلادی) خاندان ارمنی آردزرونی در این منطقه حکومت می‌کردند.                                                                                       |
| Serêkaniyê     | Ceylanpinar             | به زبان کُردی به معنی (شروع بهار یا چشمه طبیعی) |
| Riha           | Şanlıurfa               | تاریخ شهر رها. ارمنیان نام این شهر را (Uṙha)، آشوریان (Urhai)، عربها (الرها)، یونانیان (Orrhoa)، در زمان بیزانس (Justinopolis) می‌نامند.                                                    |